# NXT TakeOver: Chicago
NXT TakeOver: Chicago – gala wrestlingu wyprodukowana przez federację WWE dla zawodników z brandu NXT. Odbyła się 20 maja 2017 w Allstate Arena w Rosemont w stanie Illinois. Była transmitowana na żywo za pośrednictwem WWE Network. Była to piętnasta gala z cyklu NXT TakeOver, a jednocześnie trzecia w 2017 roku.

## Produkcja
NXT TakeOver: Chicago oferowało walki profesjonalnego wrestlingu z udziałem różnych wrestlerów z istniejących oskryptowanych rywalizacji i storyline’ów, które są kreowane na tygodniówce NXT. Wrestlerzy są przedstawieni jako heele (negatywni, źli zawodnicy i najczęściej wrogowie publiki) i face’owie (pozytywni, dobrzy i najczęściej ulubieńcy publiki), którzy rywalizują pomiędzy sobą w seriach walk mających budować napięcie. Kulminacją rywalizacji jest walka wrestlerska lub ich seria.
Cykl gal NXT TakeOver rozpoczął się 29 maja 2014, kiedy to brand WWE NXT otrzymał swoją drugą ekskluzywną galę na WWE Network pod nazwą NXT TakeOver. W kolejnych miesiącach człon „TakeOver” stał się główną częścią nazwy kolejnych specjalnych gal NXT, które miały dodatkowe podtytuły, jak przykładowo NXT TakeOver: Fatal 4-Way, NXT TakeOver: R Evolution czy też NXT TakeOver: Rival. NXT TakeOver: Brooklyn było pierwszą galą NXT, która odbyła się poza Full Sail University. NXT TakeOver: Chicago było szesnastą galą z cyklu i trzecią w 2017.

### Rywalizacje

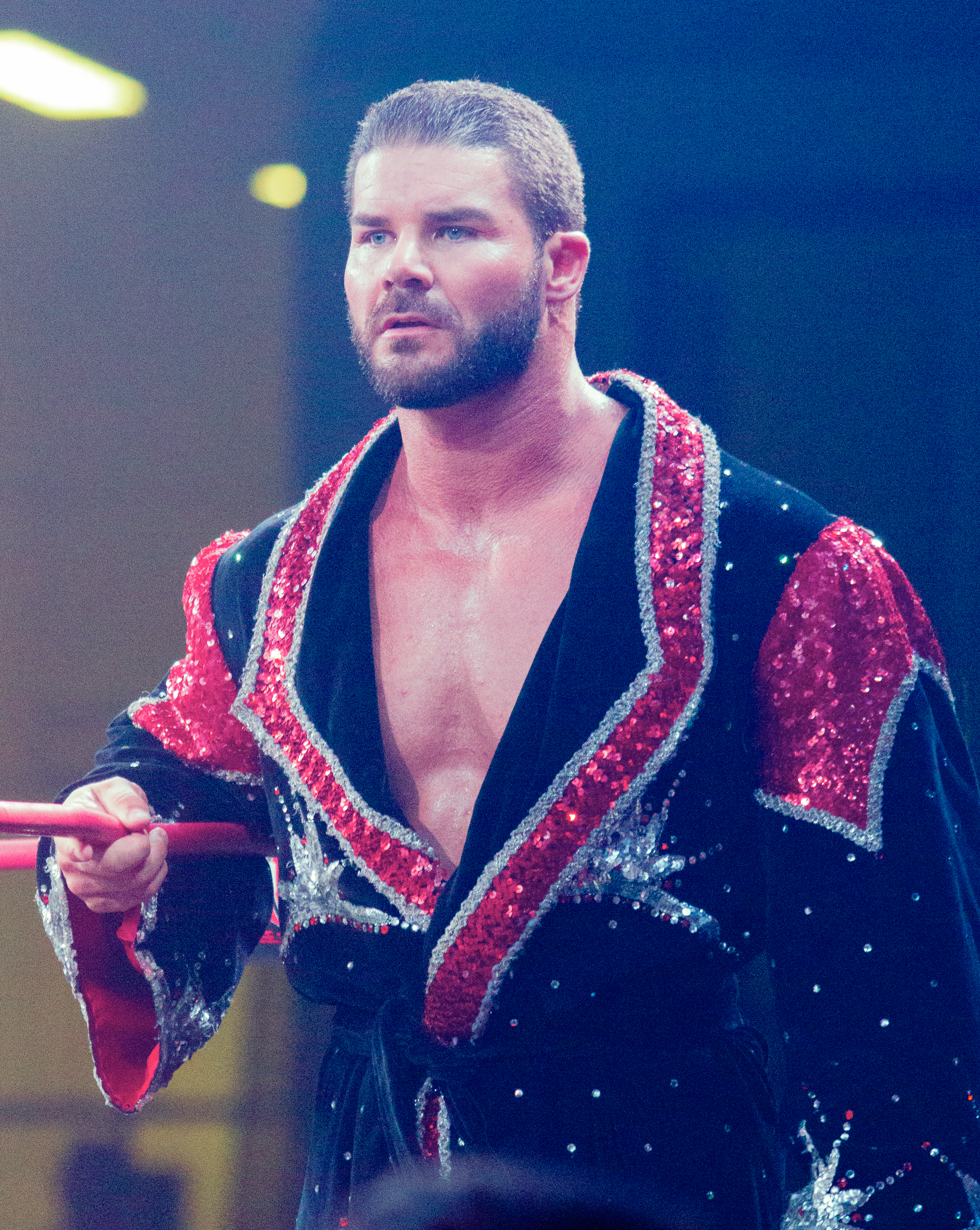
NXT Champion Bobby Roode będzie bronił tytułu podczas walki wieczoru NXT TakeOver: Chicago.

#### Bobby Roode vs. Hideo Itami
Na NXT TakeOver: Orlando, NXT Champion Bobby Roode obronił swój tytuł mistrzowski w walce rewanżowej z Shinsuke Nakamurą. W następnym odcinku NXT wygłosił promo, w którym obraził Nakamurę. Przemówienie przerwał mu Hideo Itami, spoliczkował mistrza, po czym wykonał na nim swój finisher. 10 maja Itami pokonał Rodericka Stronga w starciu o prawo do walki o główne mistrzostwo NXT na nadchodzącej gali.

#### Asuka vs. Ruby Riot vs. Nikki Cross
Asuka nieczysto obroniła NXT Women’s Championship w pojedynku przeciwko Ember Moon na gali TakeOver w Orlando. 3 maja podczas NXT Moon, Ruby Riot i Nikki Cross zmierzyły się ze sobą w czteroosobowym Battle Royalu o miano pretendenckie do mistrzostwa kobiet. Starcie zakończyło się bez rezultatu, kiedy Asuka zainterweniowała w starcie, atakując wszystkie trzy zawodniczki. Po walce Generalny Menedżer NXT William Regal ogłosił, że na nadchodzącej gali Asuka będzie broniła mistrzostwa przeciwko trzem rywalkom. W wyniku ataku ze strony mistrzyni Moon odniosła kontuzję ramienia, co wykluczyło ją ze starcia na TakeOver.

#### The Authors of Pain vs. DIY
Podczas styczniowego NXT TakeOver: San Antonio The Authors of Pain (Akam i Rezar) pokonali #DIY (Johnny'ego Gargano i Tommaso Ciampę), odbierając im NXT Tag Team Championship. Wkrótce do rywalizacji dołączyło The Revival (Scott Dawson i Dash Wilder). Trzy drużyny zmierzyły się ze sobą na gali w Orlando, skąd zwycięsko wyszli The Authors of Pain. Dzięki wygranym walkom w kolejnych odcinkach NXT Gargano i Ciampa zagwarantowali sobie prawo do kolejnej walki o mistrzostwa drużynowe. 10 maja William Regal ogłosił, że rywalizujące tag teamy zmierzą się ze sobą w Ladder matchu na NXT TakeOver: Chicago.

#### Tyler Bate vs. Pete Dunne
Rywalizacja między Tylerem Batem a Pete’em Dunnem rozpoczęła się w styczniu 2017, podczas turnieju o nowo-utworzone WWE United Kingdom Championship. Zawodnicy spotkali się ze sobą w walce finałowej; Dunn zaatakował przeciwnika od tyłu jeszcze przed rozpoczęciem starcia, lecz ostatecznie to Bate stał się pierwszym posiadaczem nowego mistrzostwa. 7 maja na United Kingdom Championship Special, Dunne zdobył miano pretendenckie do tytułu, a Bate obronił mistrzostwo w walce z Markiem Andrewsem. William Regal ogłosił, że rywale zmierzą się ze sobą na nadchodzącej gali NXT.

#### Roderick Strong vs. Eric Young
Po przegranej walce o miano pretendenckie do głównego mistrzostwa NXT, Roderick Strong został zaatakowany przez grupę SAnitY, na czele z Erikiem Youngiem. Wkrótce Young przyjął wyzwanie Stronga na walkę na gali NXT TakeOver: Chicago.

## Wyniki
| Nr                                                                                    | Wyniki | Stypulacje                                      | Czas  |
| ------------------------------------------------------------------------------------- | --- | ----------------------------------------------- | ----- |
| 1N                                                                                    | Aleister Black pokonał Curta Hawkinsa                                                                         | Singles match                                   | 2:51  |
| 2N                                                                                    | Velveteen Dream pokonał Roberta Anthony'ego                                                                   | Singles match                                   | 2:25  |
| 3N                                                                                    | Drew McIntyre pokonał Wesleya Blake'a                                                                         | Singles match                                   | 8:50  |
| 4                                                                                     | Roderick Strong pokonał Erika Younga (z Killianem Dainem i Alexandrem Wolfem)                                 | Singles match                                   | 13:42 |
| 5                                                                                     | Pete Dunne pokonał Tylera Bate'a (c)                                                                          | Singles match o WWE United Kingdom Championship | 15:27 |
| 6                                                                                     | Asuka (c) pokonała Ruby Riot i Nikki Cross                                                                    | Triple Threat match o NXT Women’s Championship  | 12:30 |
| 7                                                                                     | Bobby Roode (c) pokonał Hideo Itami                                                                           | Singles match o NXT Championship                | 17:50 |
| 8                                                                                     | The Authors of Pain (Akam i Rezar) (c) (z Paulem Elleringiem) pokonali #DIY (Tommaso Ciampa i Johnny Gargano) | Ladder match o NXT Tag Team Championship        | 20:06 |
| (c) – mistrz/mistrzyni przed walkąN – walka była nagrywana do oddzielnego odcinka NXT | |                                                 |       |